# Poa queenslandica
Poa queenslandica är en gräsart som beskrevs av Charles Edward Hubbard. Poa queenslandica ingår i släktet gröen, och familjen gräs. Inga underarter finns listade i Catalogue of Life.